# Óscar Carvalho
Pour les articles homonymes, voir Carvalho.
Óscar Maia Vasques de Carvalho est un footballeur portugais né le 22 décembre 1903 à Porto et mort à une date inconnue.

## Biographie
Il joue pour deux clubs durant sa carrière : Boavista et Leixões. Il est considéré comme l'un des joueurs majeurs de Boavista de l'entre-deux-guerres. 
Il fait partie de l'équipe qui participe aux Jeux olympiques 1928 à Amsterdam, malgré le fait qu'il n'a jamais été international.

## Carrière
- 1927-1936 :  Boavista FC
- 1936-1938 :  Leixões SC[3]